# Carbonat de calci
El carbonat de calci és un compost inorgànic, una sal, constituïda per cations calci (2+) {\displaystyle {\ce {Ca^2+}}}i anions carbonat {\displaystyle {\ce {CO3^2-}}}enllaçats mitjançant enllaç iònic. És una substància molt abundant a la naturalesa que forma roques, com a component principal, arreu del món. És també el principal component de conquilles i esquelets de molts organismes (p. ex. mol·luscs, coralls) o de les closques dels ous. És la causa principal de l'aigua dura. En medicina s'utilitza habitualment com a suplement de calci, com a antiàcid i agent absorbent. És fonamental en la producció de vidre i ciment, entre altres productes.

## Història

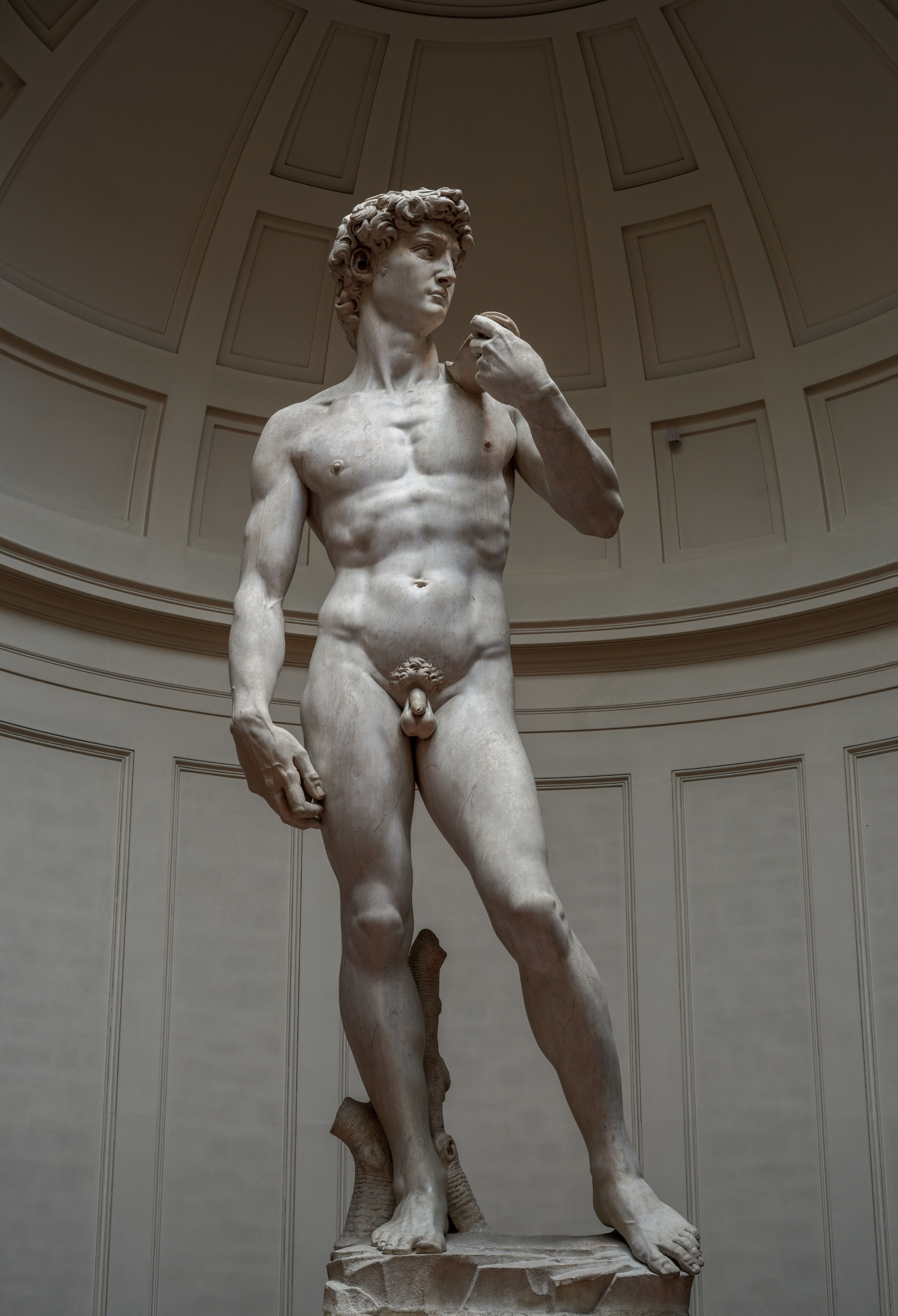
David esculpit en marbre de Carrara per Michelangelo Buonarroti.

El carbonat de calci és una substància que ja es coneixia en l'antiguitat i que s'emprava en la construcció. La pedra calcària tallada en peces directament per a la construcció d'edificis, ja que és una roca bona de treballar, i el marbre amb finalitats habitualment ornamentals. Per altra banda, el marbre ha sigut usat també en escultura, destacant les obres clàssiques de l'antiga Grècia, com ara la Venus de Milo o la Victòria de Samotràcia, i Roma, per exemple la columna de Trajà, i del Renaixement (per exemple les escultures de Michelangelo Buonarroti: David, Pietat i Moisès).
De la pedra calcària ja des de l'antiguitat s'extreia en forns de calç l'òxid de calci que també s'emprava per a la construcció en la preparació del morter emprar per unir maons o altres pedres.

## Estat natural

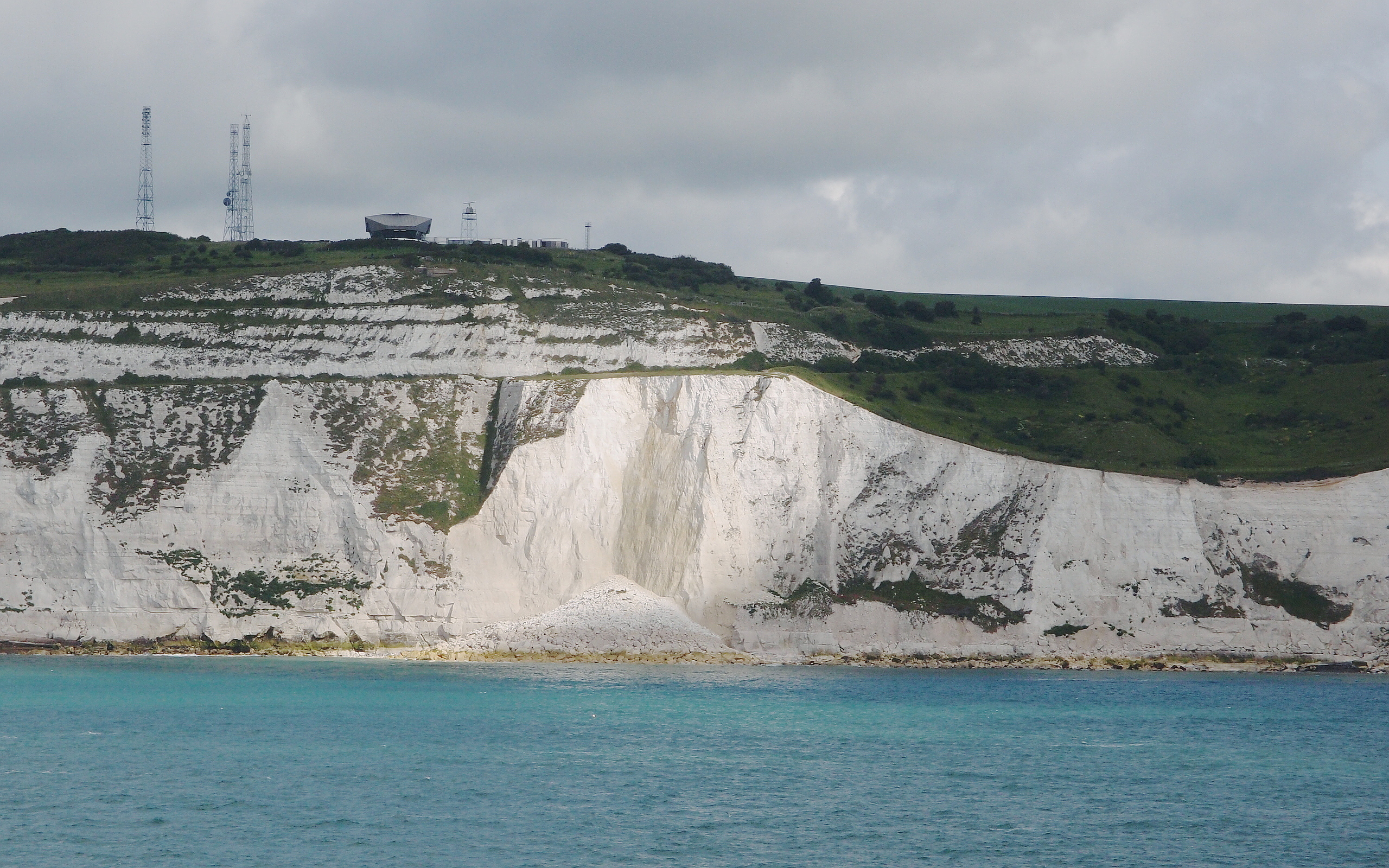
Costa de Dover, Anglaterra, formada per creta.

El carbonat de calci constitueix més del 4 % de l'escorça terrestre i es troba a tot el món. S'han descrit cinc minerals de carbonat de calci: calcita, aragonita, vaterita, monohidrocalcita i ikaïta.

### Calcita
Les formes naturals més comunes del carbonat de calci són les constituïdes pel mineral calcita. El nom de «calcita» fou proposat l'any 1849 pel mineralogista austríac Wilhelm Karl von Haidinger; (1795-1871) combinant la paraula alemanya Calcit i el sufix -ita (en alemany -it) que és habitualment emprat per a anomenar minerals. La paraula calcit deriva del llatí calx (que en català vol dir «calç»).
Hom troba calcita a les roques sedimentàries creta, pedra calcària i marbre, produïdes per la sedimentació de les closques de petits caragols fossilitzats, mariscs i coralls durant milions d'anys. Tot i que les tres formes són idèntiques en termes químics, difereixen en molts altres aspectes, incloent-hi la puresa, la blancor, el gruix i l'homogeneïtat.

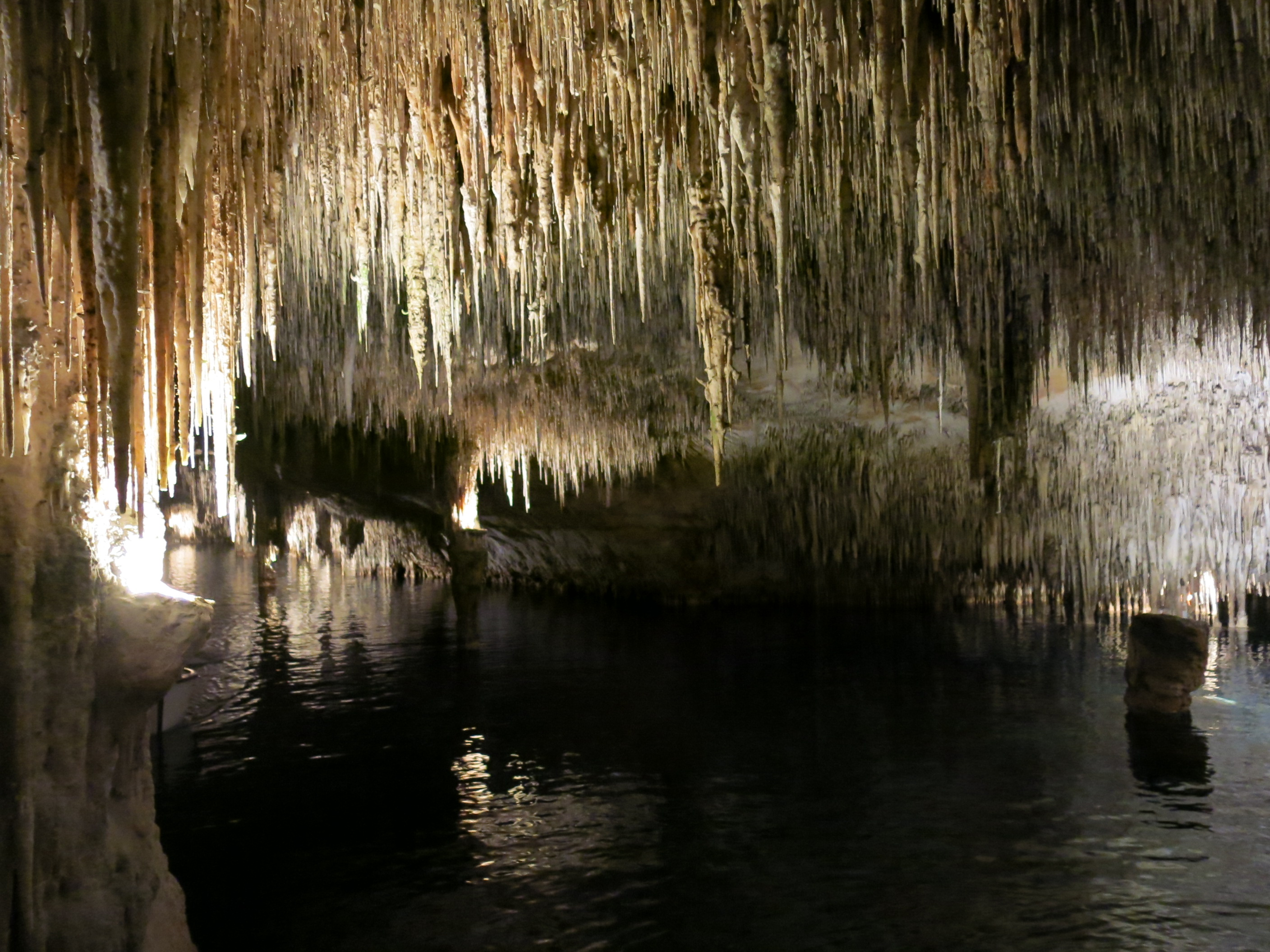
Estalactites a les Coves del Drac, Manacor, Mallorca, formades per aragonita.

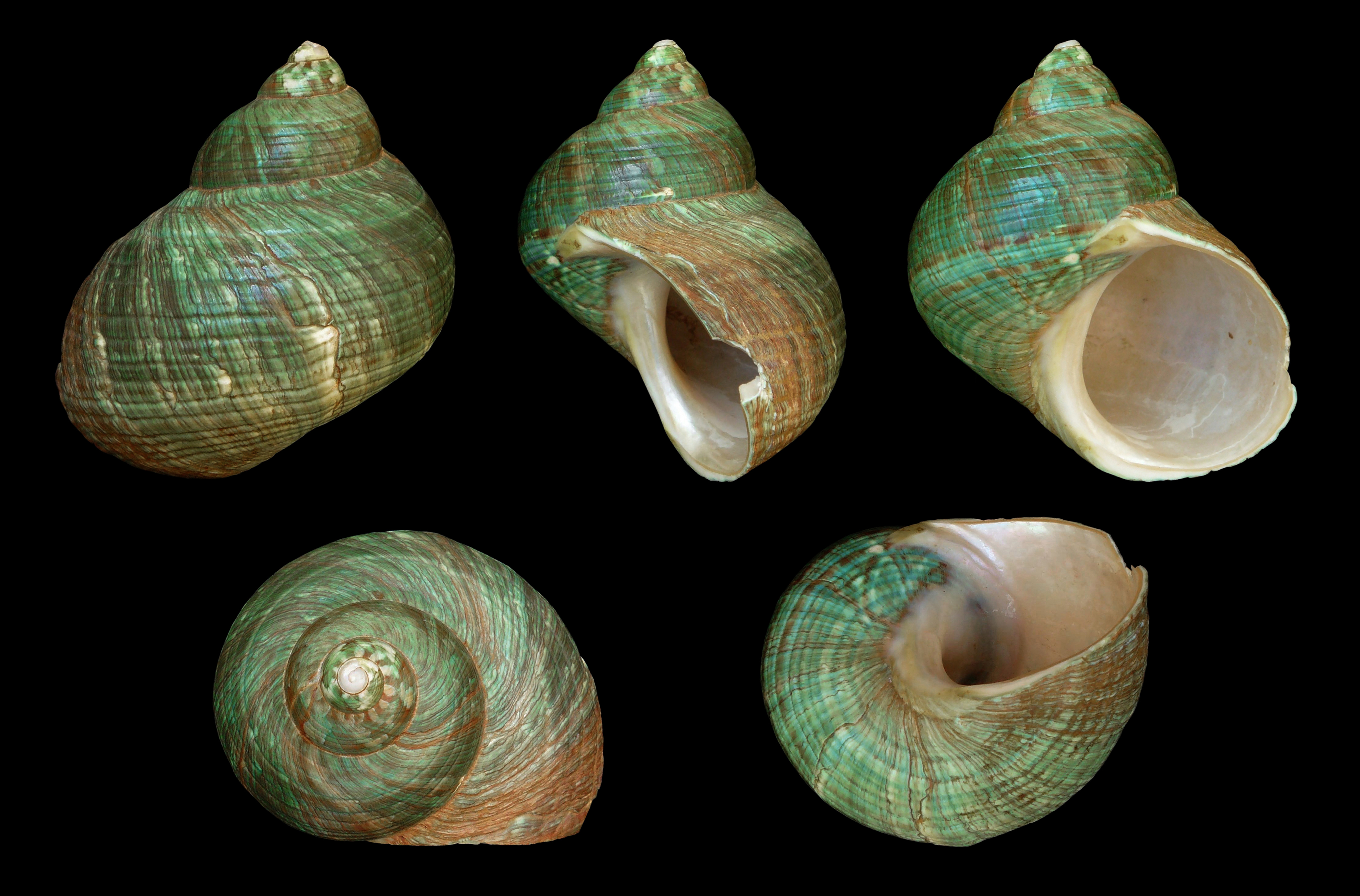
Exoesquelet de mol·lusc d'aragonita.

### Aragonita
L'aragonita fou nomenada pel mineralogista alemany Abraham Gottlob Werner (1749-1917), que l'any 1788 definí l'espècie mineral a partir d'uns exemplars procedents de Molina de Aragón, a Guadalajara, que situà erròniament a Aragó. Els miners l'anomenaven flor de ferro perquè era freqüent trobar-ne als dipòsits d'aquest metall. L'aragonita es forma a partir d'aigües termals o guèisers, i pot trobar-se formant espeleotemes en coves, en roques metamòrfiques o en roques sedimentàries dels fons oceànics, així com en els esquelets de molts organismes marins vius, com els mol·luscs o els coralls, o recentment fossilitzats. L'obtenen a partir de la reacció dels cations calci(2+) i anions hidrogencarbonat dissolts dins l'aigua segons la reacció:
{\displaystyle {\ce {Ca^2+(aq) + 2HCO3-(aq) <=> CaCO3(s) + CO2(g) + H2O(l)}}}

### Vaterita
La vaterita és un mineral de carbonat de calci metaestable. La vaterita pot aparèixer en els càlculs urinaris, formant crostes a la intempèrie, etc. Fou descoberta l'any 1911 al comtat d'Antrim (Irlanda). Rep el seu nom de Heinrich Vater (1859-1930), professor de mineralogia i química alemany.

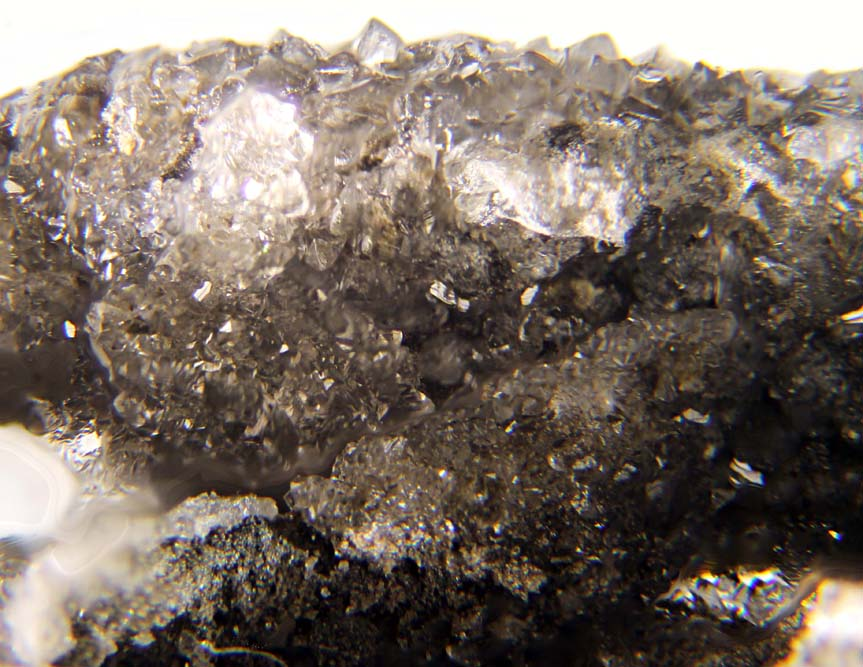
Cristalls incolors de monohidrocalcita.

### Monohidrocalcita
La monohidrocalcita és un mineral de la classe dels carbonats. L'anomenà així el mineralogista rus Evgeny Ivanovich Semenov (1927-2017) l'any 1964 per la seva relació química amb la calcita i perquè conté una molècula d'aigua. La monohidrocalcita és el carbonat de calci monohidrat o carbonat de calci—aigua(1/1) de fórmula química {\displaystyle {\ce {CaCO3.H2O}}}. Cristal·litza en el sistema trigonal. Es forma en dipòsits salins en regions àrides; també en els precipitats dels depuradors d'aire d'aparells d'aire condicionat.

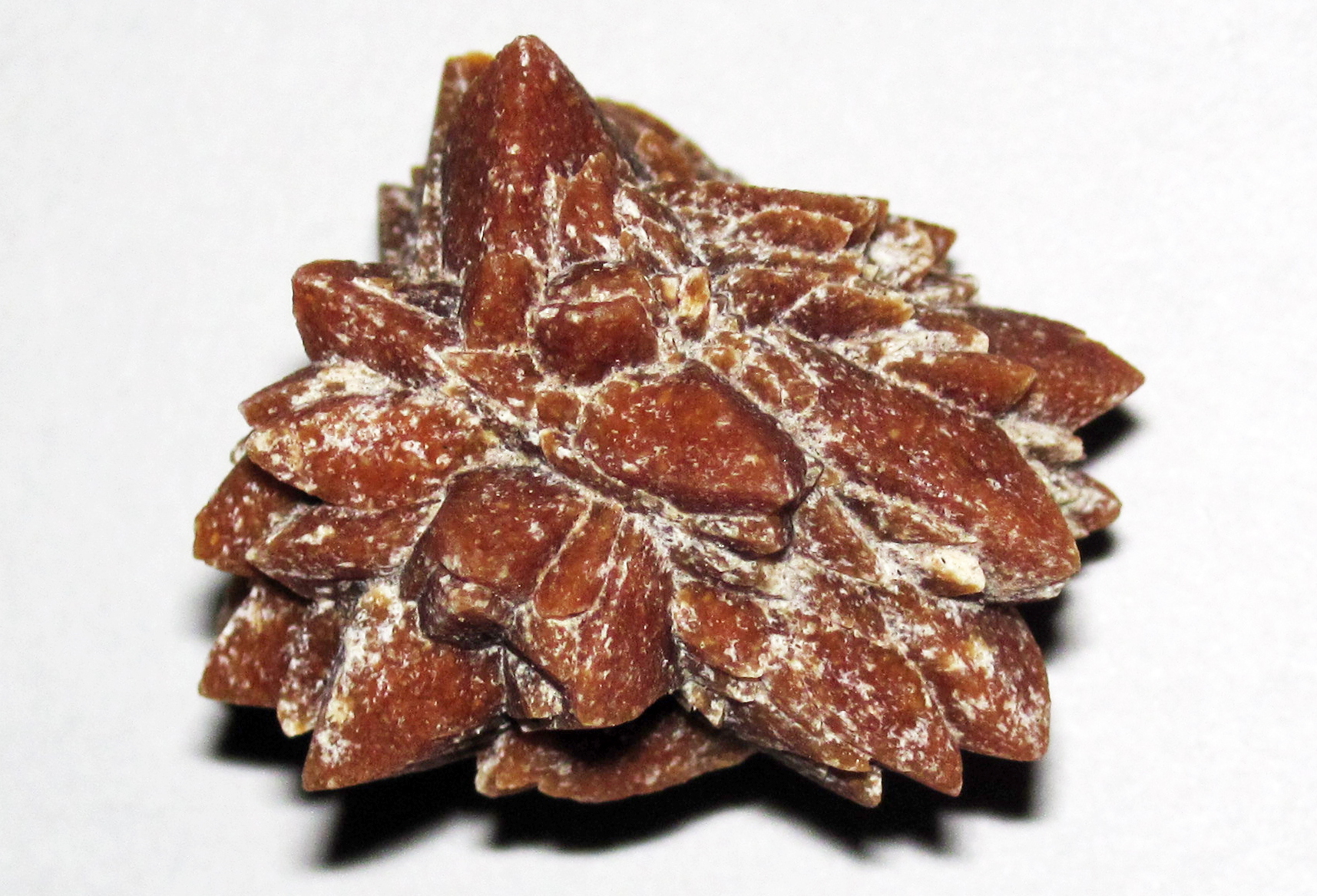
Cristalls d'ikaïta.

### Ikaïta
La ikaïta és un mineral que rep el seu nom del fiord Ikka, a Groenlàndia, on es formen columnes d'aquest mineral que, de vegades, s'apleguen fins als 20 metres d'alçada. La ikaïta és el carbonat de calci—aigua(1/6) {\displaystyle {\ce {CaCO3.6H2O}}}, normalment es defineix com una pseudocalcita o aragonita, però la ikaïta cristal·litza a unes temperatures massa fredes per a les dues anteriors. De fet, la ikaïta posada en aigües a una temperatura major de 8 °C es descompon en calcita i aigua. Cristal·litza en el sistema monoclínic, formant prismes gairebé quadrats.

## Propietats

### Propietats físiques

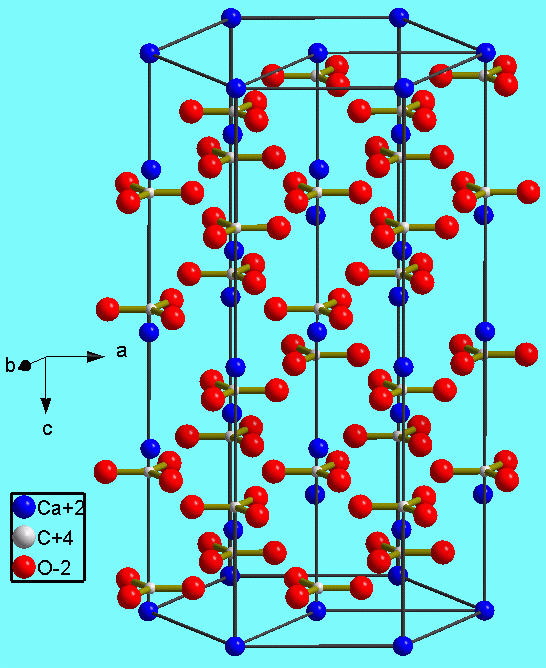
Estructura cristal·lina de la calcita.

El carbonat de calci es presenta en forma de pols cristal·lina blanca, inodora. Cristal·litza en el sistema trigonal (calcita), en sistema ortoròmbic (aragonita) i en el sistema hexagonal (vaterita) Té una densitat entre 2,7 i 2,95 g/cm³ en funció de la diferent estructura cristal·lina que adopta, calcita i aragonita respectivament. L'índex de refracció per a llum de 589 nm és d'1,6584 per a la calcita i d'1,4864 per a l'aragonita. És pràcticament insoluble en aigua, en forma de calcita només 0,0013 g en 100 g d'aigua a 18 °C i en forma d'aragonita 0,0019 g en 100 g d'aigua a 18 °C. També és insoluble en etanol i soluble en àcids diluïts.

### Propietats químiques
En escalfar-lo el carbonat de calci es descompon al voltant del 825 °C donant òxid de calci {\displaystyle {\ce {CaO}}} i diòxid de carboni {\displaystyle {\ce {CO2}}} segons la reacció:
{\displaystyle {\ce {CaCO3(s) ->[\Delta] CaO(s) + CO2(g)}}}

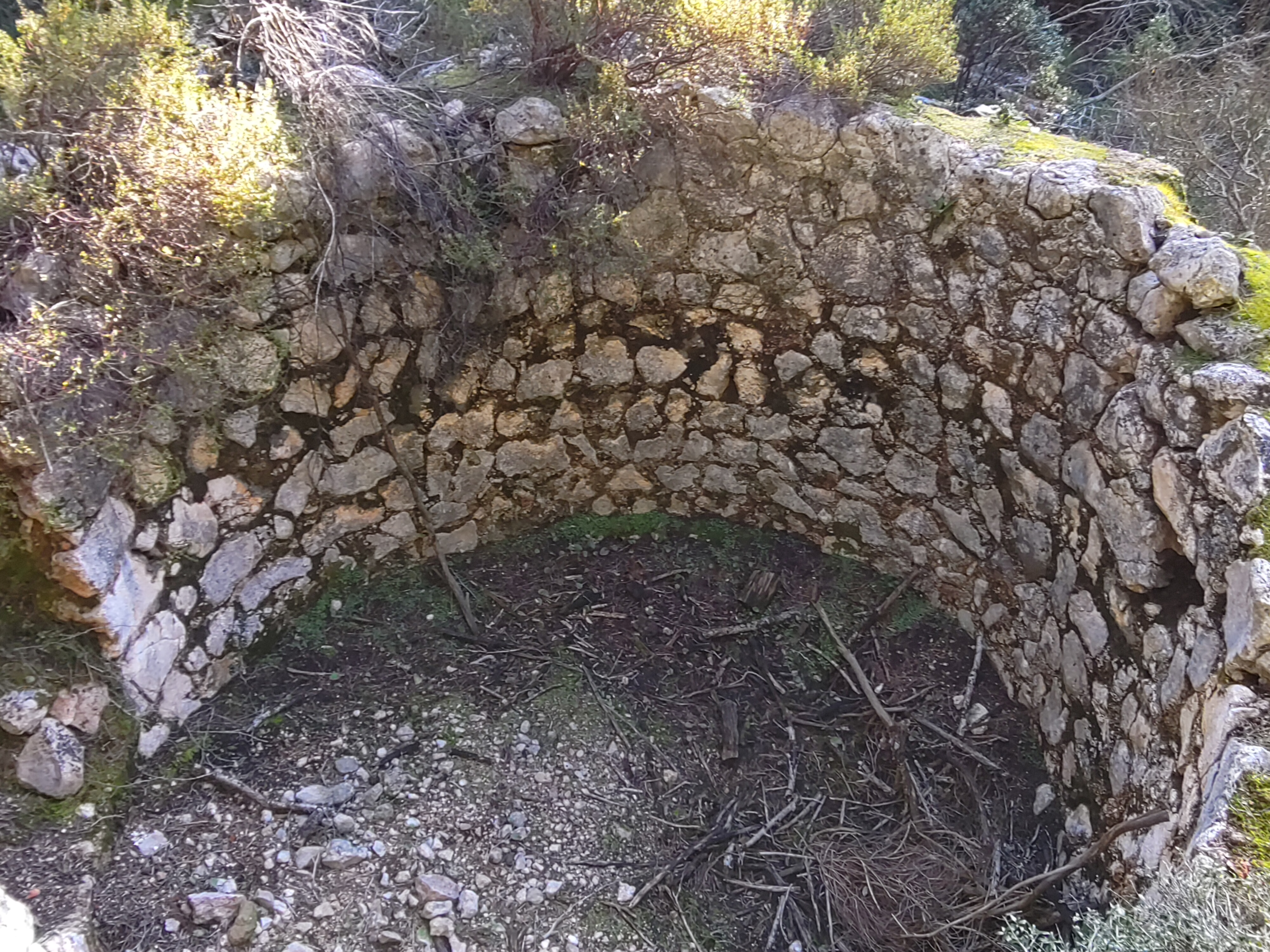
Forn de calç de sa Coma Llarga, Selva, Mallorca. Tradicionalment, la calç s'obtenia als forns de calç per escalfament de les pedres calcàries.

Com la resta de carbonats, el carbonat de calci reacciona amb els àcids i els neutralitza, per les seves propietats de base, i es descompon en una sal de calci, diòxid de carboni que es desprèn de forma de bombolles, i aigua. Així amb l'àcid clorhídric la sal és clorur de calci:
{\displaystyle {\ce {CaCO3 + 2HCl -> CaCl2 + CO2 + H2O}}}
Amb el diòxid de sofre, en presència d'oxigen, reacciona formant sulfat de calci i diòxid de carboni:
{\displaystyle {\ce {CaCO3 + SO2 + 1/2 O2 -> CaSO4 + CO2}}}

## Aplicacions

### Indústria de la construcció

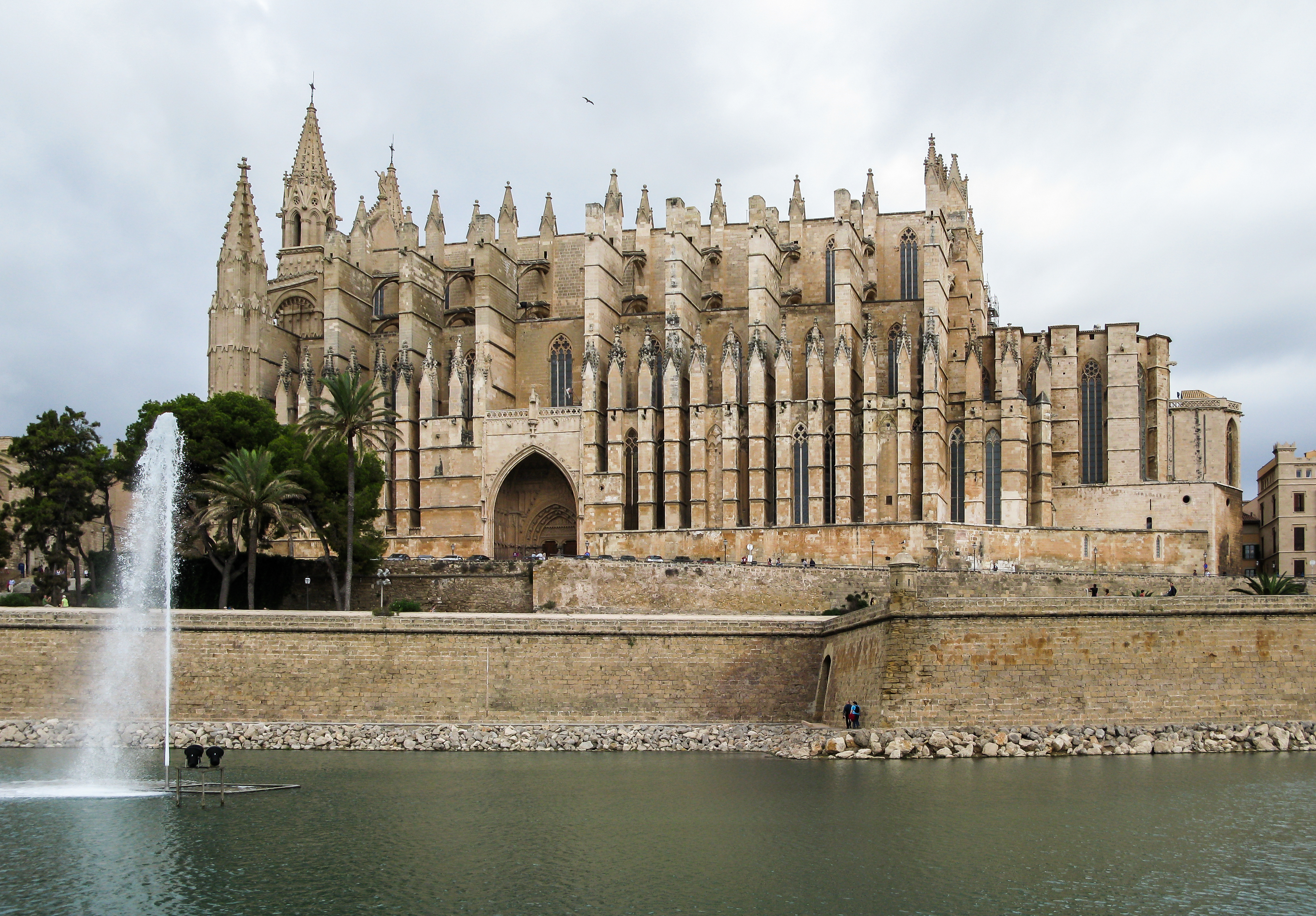
Seu de Mallorca i murades de Palma, construïdes amb marès, una pedra calcària.

La pedra calcària s'ha utilitzat com a material de construcció des del Paleolític fa 2,5 milions d'anys. De fet, l'ús més gran de la pedra calcària i les diverses formes de calç encara es manté en la indústria de la construcció, particularment en la construcció de carreteres, de línies de ferrocarril, ponts i edificis des de gratacels fins a cases. Sovint es fan servir grans trossos de carbonat de calci on es necessiten quantitats importants d'àrids, per exemple per als fonaments de les carreteres.
El ciment es produeix barrejant primer pedra calcària i substàncies com les argiles que contenen sílice, alúmina i òxid de ferro(III), en una pols fina. Es tritura i es barreja en un forn giratori que s'escalfa a uns 1 700 K mitjançant flama al seu interior.

### Indústria dels plàstics
Les partícules de carbonat de calci s'han utilitzat en la indústria del plàstic durant molts anys. La finalitat original d'afegir partícules de carbonat de calci mòlt com a material de farciment per a plàstics era reduir els costos del material. Amb el desenvolupament de les partícules de carbonat de calci precipitat, que són més petites que les partícules de carbonat de calci mòlt, han sorgit moltes més aplicacions industrials per a aquest tipus de nanocomposts. Molts estudis recents han demostrat que les nanopartícules de carbonat de calci poden utilitzar-se com a farciment no només per reduir el cost dels materials, sinó també per millorar les propietats mecàniques dels polímers.

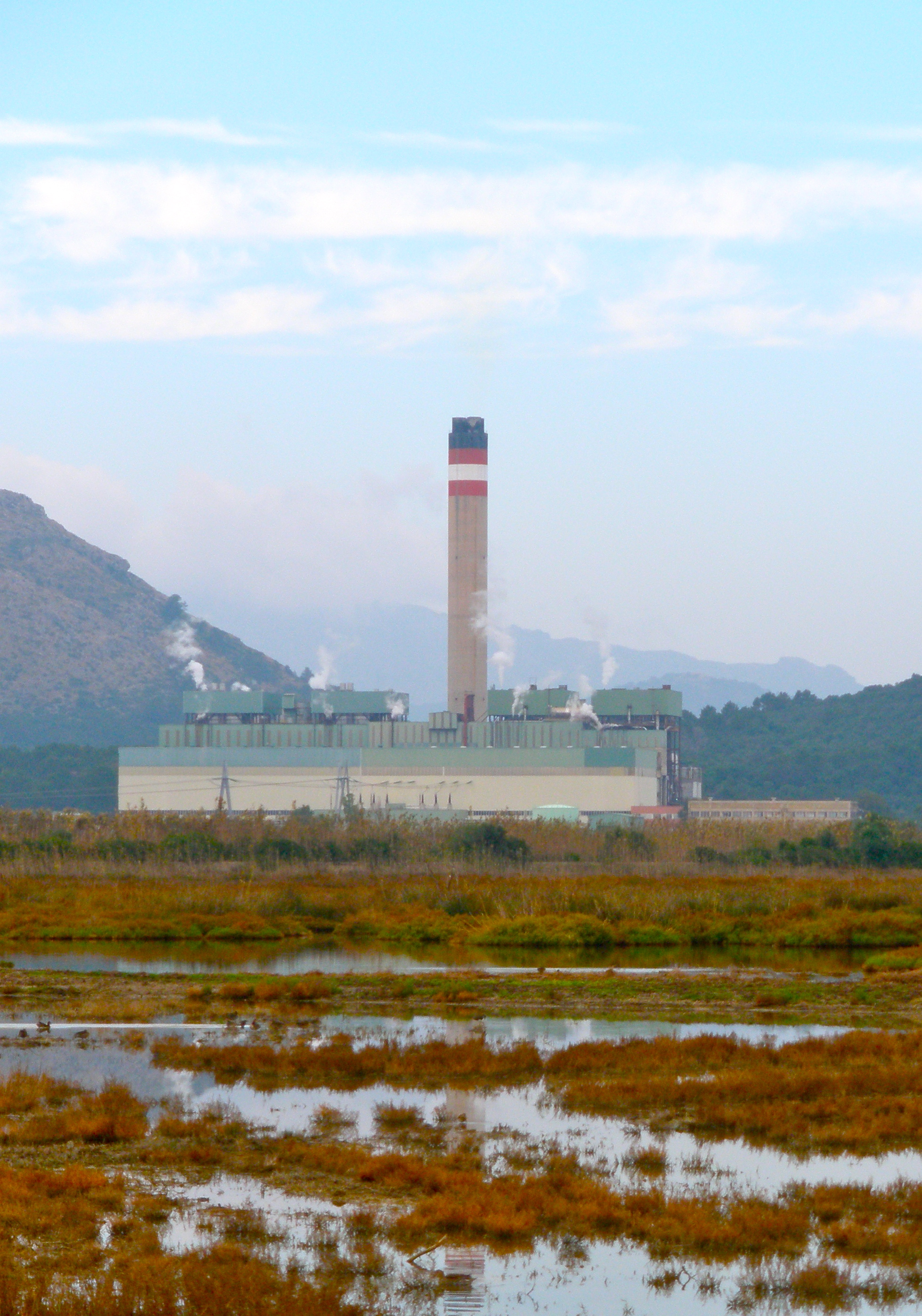
Central tèrmica d'es Murterar, Alcúdia, Mallorca.

### Control de la contaminació
La pedra calcària i les diverses formes de calç s'empren en grans quantitats per netejar l'entorn, neutralitzant els àcids. Molts llacs s'han tornat massa àcids a causa de la contaminació aèria (pluja àcida), per exemple als EUA, Escandinàvia i Escòcia. Per recuperar les seves condicions inicials els llacs són ruixats amb carbonat de calci en pols molt fina que neutralitza els àcids. Una altra forma eficaç de tractar aquest problema és aplicar la pedra calcària en pols a zones no contaminades properes a les fonts de les rieres que condueixen als llacs.
Per altra banda, la pedra calcària i la calç s'utilitzen per eliminar el diòxid de sofre {\displaystyle {\ce {SO2}}} produït en la crema de carbó a les centrals tèrmiques per culpa de les impureses de sofre que conté que pot arribar a l'1 % en els carbons més purs.

### Agricultura
La calcària triturada i la calç en totes les seves formes es fan servir per neutralitzar els àcids del sòl i així crear les condicions òptimes del sòl per al creixement de les collites. També ajuden a descompondre les argiles, millorant l'estructura del sòl, millorant així el drenatge i reduint l'erosió del sòl. A més, proporcionen una font de cations calci que són un important nutrient vegetal.

### Alimentació

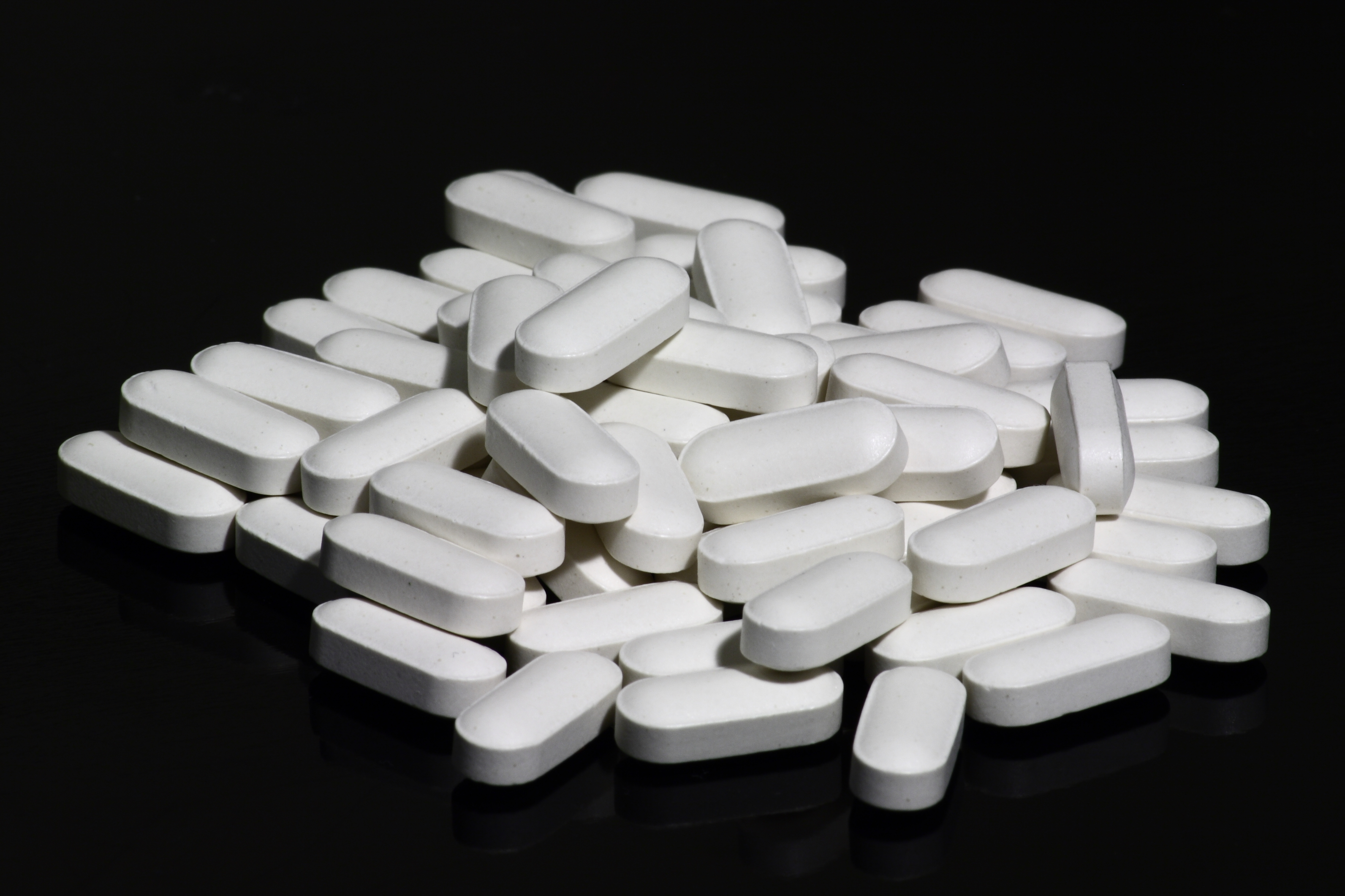
Pastilles que contenen carbonat de calci emprades com a suplement alimentari.

El carbonat de calci micronitzat s'empra com a additiu alimentari en pinsos animals. En el cas de les aus, s'aconsegueix una millora en la qualitat de l'ou i de la duresa de la seva closca i en el de les vaques una aportació de calci en la seva alimentació millora la qualitat de la llet. Pot ser utilitzat com a font natural d'aportació de calci (suplement alimentari) en llet i altres begudes enriquides en calci, com a pigment blanc en productes de rebosteria, etc. Té el codi E170i. També és un efectiu neutralitzador d'àcids en la producció de vi en zones fredes o quan les collites han sigut àcides. Les seves propietats fan que no aporti un sabor desagradable a les formulacions enriquides en calci en la qual és afegit.

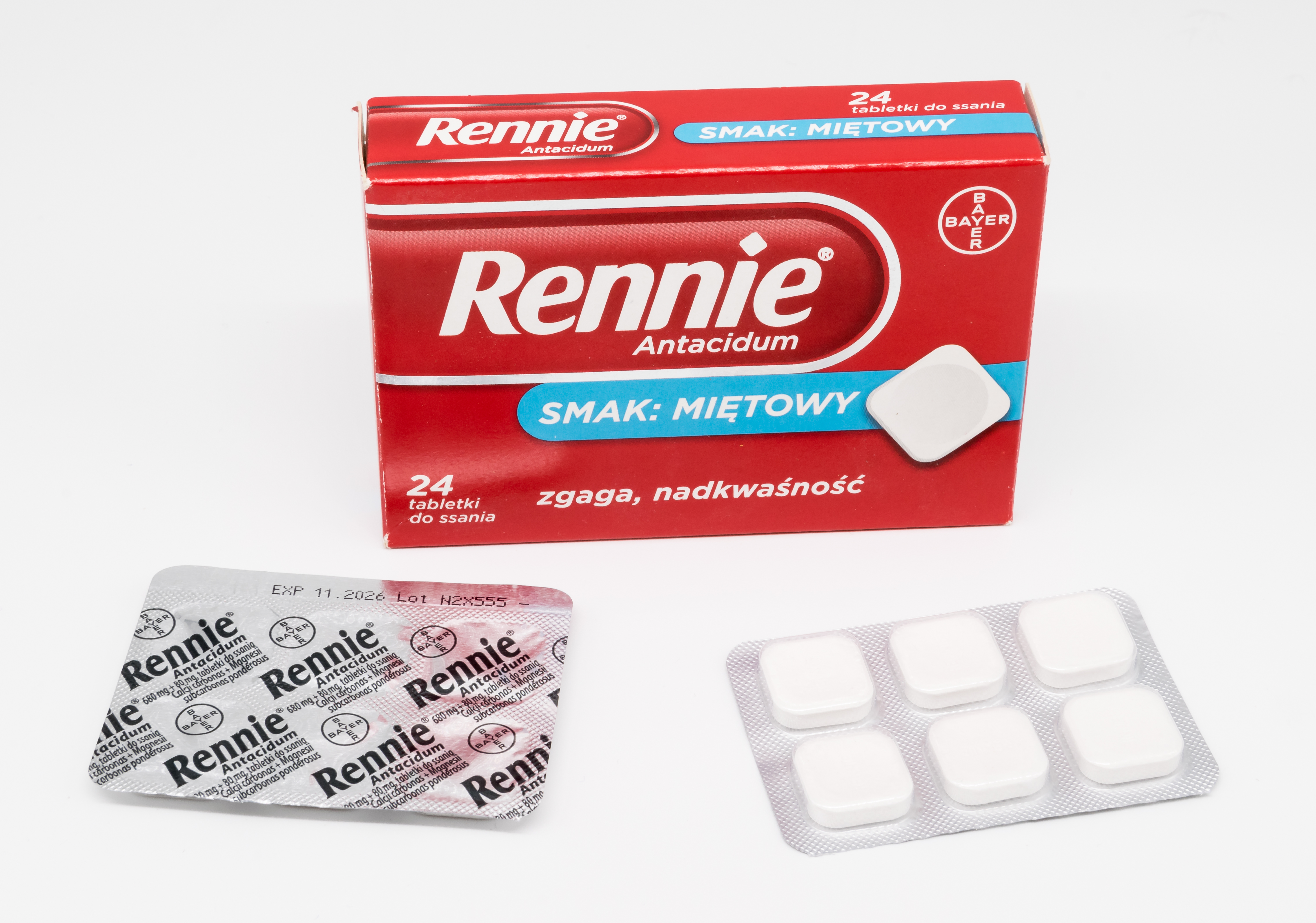
Antiàcid de carbonat de calci i carbonat de magnesi.

### Farmàcia
El carbonat de calci és emprat per reduir l'acidesa de l'estòmac perquè neutralitza l'àcid clorhídric que n'és el causant. També està indicat per prevenir i tractar la deficiència de calci. S'empra com a teràpia coadjuvant en el tractament específic de l'osteoporosi. S'utilitza en l'osteoporosi postmenopàusica, senil o derivada dels tractaments amb corticoides. Es tracta de pacients amb alt risc de presentar deficiències de calci i vitamina D.

### Adobat de pells
L'adobament és la transformació de la qualsevol pell en cuir de manera que se li atorguen propietats físiques, químiques i biològiques. Per realitzar aquest procés cal fer servir àcids que han de ser posteriorment neutralitzats, per al que s'empra tant carbonat de calci com carbonat de calci i magnesi.

### Pintura
En l'àmbit de les belles arts, el carbonat de calci és emprat com a pigment blanc i és conegut com a blanc d'Espanya. Té baix poder cobrent i, per tant, no apte per a pintures a l’oli, però molt emprat com a càrrega per a aquestes i també com a abrasiu suau per a polir metalls.